# Firas Chaouat
Firas Chaouat (in arabo فراس شواط‎?; Sfax, 8 maggio 1996) è un calciatore tunisino, attaccante del Club Africain.

## Caratteristiche tecniche
È un centravanti.

## Carriera

### Nazionale
Esordisce in nazionale il 16 ottobre 2018 in occasione dell'incontro di qualificazione per la Coppa d'Africa 2019 vinto 2-1 contro il Niger grazie ad una sua doppietta.

## Statistiche

### Presenze e reti nei club
Statistiche aggiornate al 5 febbraio 2023.
| Stagione        | Squadra         | Campionato      | Campionato | Campionato | Coppe nazionali | Coppe nazionali | Coppe nazionali | Coppe continentali | Coppe continentali | Coppe continentali | Altre coppe | Altre coppe | Altre coppe | Totale | Totale |
| Stagione        | Squadra         | Comp            | Pres       | Reti       | Comp            | Pres            | Reti            | Comp               | Pres               | Reti               | Comp        | Pres        | Reti        | Pres   | Reti   |
| --------------- | --------------- | --------------- | ---------- | ---------- | --------------- | --------------- | --------------- | ------------------ | ------------------ | ------------------ | ----------- | ----------- | ----------- | ------ | ------ |
| 2015-2016       | Sfaxien         | L1              | 2          | 0          | CT              | 0               | 0               | -                  | -                  | -                  | -           | -           | -           | 2      | 0      |
| 2016-gen. 2017  | Olympique Béja  | L1              | 7          | 0          | CT              | 0               | 0               | -                  | -                  | -                  | -           | -           | -           | 7      | 0      |
| gen.-giu. 2017  | Sfaxien         | L1              | 0+2        | 1          | CT              | -               | -               | CC                 | 7                  | 3                  | -           | -           | -           | 9      | 4      |
| 2017-2018       | Sfaxien         | L1              | 21         | 7          | CT              | 1               | 0               | -                  | -                  | -                  | -           | -           | -           | 22     | 7      |
| 2018-2019       | Sfaxien         | L1              | 24         | 9          | CT              | 5               | 3               | CC                 | 13                 | 4                  | -           | -           | -           | 42     | 16     |
| 2019-gen. 2020  | Sfaxien         | L1              | 5          | 2          | CT              | 0               | 0               | CC                 | 2                  | 0                  | -           | -           | -           | 7      | 2      |
| gen.-giu. 2020  | Abha            | SPL             | 13         | 1          | KCC             | -               | -               | -                  | -                  | -                  | -           | -           | -           | 13     | 1      |
| 2020-2021       | Sfaxien         | L1              | 21         | 7          | CT              | 4               | 1               | CCL+CC             | 4+10               | 5+4                | ST          | 0           | 0           | 39     | 17     |
| 2021-2022       | Sfaxien         | L1              | 11+8       | 1+1        | CT              | 0               | 0               | CC                 | 7                  | 2                  | ST          | 1           | 0           | 27     | 4      |
| Totale Sfaxien  | Totale Sfaxien  | Totale Sfaxien  | 84+10      | 26+2       |                 | 10              | 4               |                    | 43                 | 18                 |             | 1           | 0           | 148    | 50     |
| 2022-2023       | Ismaily         | PL              | 10         | 2          | CE              | 0               | 0               | -                  | -                  | -                  | -           | -           | -           | 10     | 2      |
| Totale carriera | Totale carriera | Totale carriera | 124        | 31         |                 | 10              | 4               |                    | 43                 | 18                 |             | 1           | 0           | 178    | 53     |

### Cronologia presenze e reti in nazionale
| Cronologia completa delle presenze e delle reti in nazionale ― Tunisia | Cronologia completa delle presenze e delle reti in nazionale ― Tunisia | Cronologia completa delle presenze e delle reti in nazionale ― Tunisia | Cronologia completa delle presenze e delle reti in nazionale ― Tunisia | Cronologia completa delle presenze e delle reti in nazionale ― Tunisia | Cronologia completa delle presenze e delle reti in nazionale ― Tunisia | Cronologia completa delle presenze e delle reti in nazionale ― Tunisia | Cronologia completa delle presenze e delle reti in nazionale ― Tunisia |
| Data                                                                   | Città                                                                  | In casa                                                                | Risultato                                                              | Ospiti                                                                 | Competizione                                                           | Reti                                                                   | Note                                                                   |
| ---------------------------------------------------------------------- | ---------------------------------------------------------------------- | ---------------------------------------------------------------------- | ---------------------------------------------------------------------- | ---------------------------------------------------------------------- | ---------------------------------------------------------------------- | ---------------------------------------------------------------------- | ---------------------------------------------------------------------- |
| 16-10-2018                                                             | Niamey                                                                 | Niger                                                                  | 1 – 2                                                                  | Tunisia                                                                | Qual. Coppa d'Africa 2019                                              | 2                                                                      | 65’                                                                    |
| 16-11-2018                                                             | Alessandria d'Egitto                                                   | Egitto                                                                 | 3 – 2                                                                  | Tunisia                                                                | Qual. Coppa d'Africa 2019                                              | -                                                                      | 90+1’                                                                  |
| 20-11-2018                                                             | Radès                                                                  | Tunisia                                                                | 0 – 1                                                                  | Marocco                                                                | Amichevole                                                             | -                                                                      | 65’                                                                    |
| 26-3-2019                                                              | Blida                                                                  | Algeria                                                                | 1 – 0                                                                  | Tunisia                                                                | Amichevole                                                             | -                                                                      | 85’                                                                    |
| 17-6-2019                                                              | Radès                                                                  | Tunisia                                                                | 2 – 1                                                                  | Burundi                                                                | Amichevole                                                             | -                                                                      | 79’                                                                    |
| 28-6-2019                                                              | Suez                                                                   | Tunisia                                                                | 1 – 1                                                                  | Mali                                                                   | Coppa d'Africa 2019 - 1º turno                                         | -                                                                      | 70’                                                                    |
| 14-7-2019                                                              | Il Cairo                                                               | Senegal                                                                | 1 – 0 dts                                                              | Tunisia                                                                | Coppa d'Africa 2019 - Semifinale                                       | -                                                                      | 118’                                                                   |
| 17-7-2019                                                              | Il Cairo                                                               | Tunisia                                                                | 0 – 1                                                                  | Nigeria                                                                | Coppa d'Africa 2019 - Finale 3º posto                                  | -                                                                      | 44’                                                                    |
| 10-9-2019                                                              | Radès                                                                  | Tunisia                                                                | 1 – 2                                                                  | Costa d'Avorio                                                         | Amichevole                                                             | -                                                                      | 69’                                                                    |
| 21-9-2019                                                              | Radès                                                                  | Tunisia                                                                | 1 – 0                                                                  | Libia                                                                  | Q. Campionato delle Nazioni Africane 2020                              | -                                                                      | 86’                                                                    |
| 25-3-2021                                                              | Benghazi                                                               | Libia                                                                  | 2 – 5                                                                  | Tunisia                                                                | Qual. Coppa d'Africa 2021                                              | -                                                                      |                                                                        |
| 28-3-2021                                                              | Radès                                                                  | Tunisia                                                                | 2 – 1                                                                  | Guinea Equatoriale                                                     | Qual. Coppa d'Africa 2021                                              | -                                                                      | 82’                                                                    |
| 2-6-2025                                                               | Radès                                                                  | Tunisia                                                                | 2 – 0                                                                  | Burkina Faso                                                           | Amichevole                                                             | -                                                                      | 80’                                                                    |
| 6-6-2025                                                               | Fès                                                                    | Marocco                                                                | 2 – 0                                                                  | Tunisia                                                                | Amichevole                                                             | -                                                                      | 46’                                                                    |
| Totale                                                                 |                                                                        | Presenze                                                               | 14                                                                     |                                                                        | Reti                                                                   | 2                                                                      |                                                                        |

## Palmarès

### Club

#### Competizioni nazionali
- Coppa di Tunisia: 3

Sfaxien: 2017-2018, 2020-2021, 2021-2022

### Individuale
- Capocannoniere del campionato tunisino: 2

2018-2019 (10 reti, a pari merito con Taha Yassine Khenissi), 2024-2025 (17 reti)